# أوا روف
أوا روف (بالإنجليزية: oa Rove)‏ رب التغيرات في ميثولوجيا شعب الرورو في البابوا (شمال غينيا الجديدة). ويمكنه أن يغير مظهره أيضا. من صخرة لا يمكن الوصول إليها يرمي الأسلحة ومنذ ذلك الوقت والناس تستخدمها في الحرب: القوس والنشاب والرمح والهراوة.